# Brice Dja Djédjé
Brice Florentin Dja Djédjé (* 23. Dezember 1990 in Aboudé) ist ein ivorischer ehemaliger Fußballspieler.

## Karriere

### Verein
Djédjé spielte für die Nachwuchsabteilungen der Vereine Montrouge, Issy-les-Moulineaux und Paris Saint-Germain. Seine Profikarriere begann er FC Évian Thonon Gaillard. Hier spielte er vier Spielzeiten lang und wurde dann von Olympique Marseille verpflichtet. Nach zwei Spielzeiten wechselte er nach England zu FC Watford. Hier absolvierte er in der Saison 2016/17 lediglich zwei Pokalspiele und blieb die Hinrunde der Saison 2017/18 ohne Pflichtspieleinsatz. So wurde er für die Rückrunde der Saison an den Zweitligisten RC Lens ausgeliehen und zur Saison 2018/19 vom türkischen Erstligisten MKE Ankaragücü verpflichtet. Nach einer Spielzeit wechselte er innerhalb der Liga zu Kayserispor. Nach einem kurzzeitigen Wechsel 2021 zu Samsunspor schloss er sich Denizlispor an. 2023 wechselte er zum zyprischen Verein Doxa Katokopia und 2024 zu Eendracht Aalst. Danach beendete er seine Karriere.

### Nationalmannschaft
Djédjé begann seine Nationalmannschaftskarriere mit einem Einsatz für die U-23-Nationalmannschaft der Elfenbeinküste. Von 2013 bis 2014 war für die A-Nationalmannschaft der Elfenbeinküste aktiv.